# Thomas Poll
Thomas Poll (Amsterdam, 28 augustus 2001) is een Nederlands voetballer die doorgaans speelt als verdediger. In 2024 werd hij transfervrij overgenomen door SC Cambuur van Almere City. Hij had ook al een jaar eerder bij Cambuur gespeeld op huurbasis. 

## Loopbaan
Hij speelde in de jeugd voor VV Eenrum en VV Winsum, alvorens hij in 2015 werd gescout door FC Groningen, waar hij aansloot in de jeugdopleiding. Op 28 februari 2020 maakte hij zijn debuut voor het eerste elftal van FC Groningen in de uitwedstrijd tegen Willem II. In deze wedstrijd, die met 3-1 werd verloren, maakte hij zijn basisdebuut en speelde de hele wedstrijd. In januari 2021 werd hij tot het einde van het seizoen verhuurd aan FC Dordrecht. Met FC Dordrecht eindigde Poll het seizoen als hekkensluiter van de Eerste divisie, voordat hij weer terugkeerde naar Groningen. 
In de zomer van 2021 tekende de linksbenige verdediger een driejarig contract bij Almere City FC. Op 22 augustus 2022 maakte Poll in een competitiewedstrijd tegen Jong AZ (3-2 verlies) zijn eerste doelpunt in het betaalde voetbal. Op aangeven van Anthony Limbombe scoorde hij in blessuretijd het laatste doelpunt van het duel. Een maand later was hij tegen Roda JC wederom trefzeker. Poll kende een goed seizoen 2022/23 en promoveerde met Almere City via de nacompetitie naar de Eredivisie. Hij kwam tot negenentwintig optredens. 
Voor het seizoen 2023/24 werd Poll verhuurd aan SC Cambuur. Hij debuteerde op 9 september 2023 tegen FC Den Bosch (3-1). Hij kwam in de 87e minuut in de ploeg voor Sekou Sylla. In de zomer van 2024 werd hij definitief overgenomen van Almere. Op 4 oktober 2024 scoorde hij zijn eerste doelpunt, tegen VVV-Venlo (1-0). 

## Clubstatistieken
| Seizoen | Club           | Competitie     | Competitie | Competitie | Beker | Beker | Internationaal | Internationaal | Overig | Overig | Totaal | Totaal |
| Seizoen | Club           | Competitie     | Wed.       | Dlp.       | Wed.  | Dlp.  | Wed.           | Dlp.           | Wed.   | Dlp.   | Wed.   | Dlp.   |
| ------- | -------------- | -------------- | ---------- | ---------- | ----- | ----- | -------------- | -------------- | ------ | ------ | ------ | ------ |
| 2019/20 | FC Groningen   | Eredivisie     | 2          | 0          | 0     | 0     | -              | -              | 0      | 0      | 2      | 0      |
| 2020/21 | FC Groningen   | Eredivisie     | 4          | 0          | 0     | 0     | -              | -              | 0      | 0      | 4      | 0      |
| 2020/21 | FC Dordrecht   | Eerste divisie | 18         | 0          | 0     | 0     | -              | -              | 0      | 0      | 18     | 0      |
| 2021/22 | Almere City FC | Eerste divisie | 30         | 0          | 1     | 0     | -              | -              | 0      | 0      | 4      | 0      |
| 2022/23 | Almere City FC | Eerste divisie | 25         | 2          | 2     | 1     | -              | -              | 4      | 0      | 31     | 3      |
| 2023/24 | SC Cambuur     | Eerste divisie | 25         | 0          | 4     | 0     | -              | -              | 0      | 0      | 29     | 0      |
| Totaal  | Totaal         | Totaal         | 104        | 2          | 7     | 1     | 0              | 0              | 4      | 0      | 115    | 3      |

Bijgewerkt op 1 juli 2023.